# Mollie Faustman

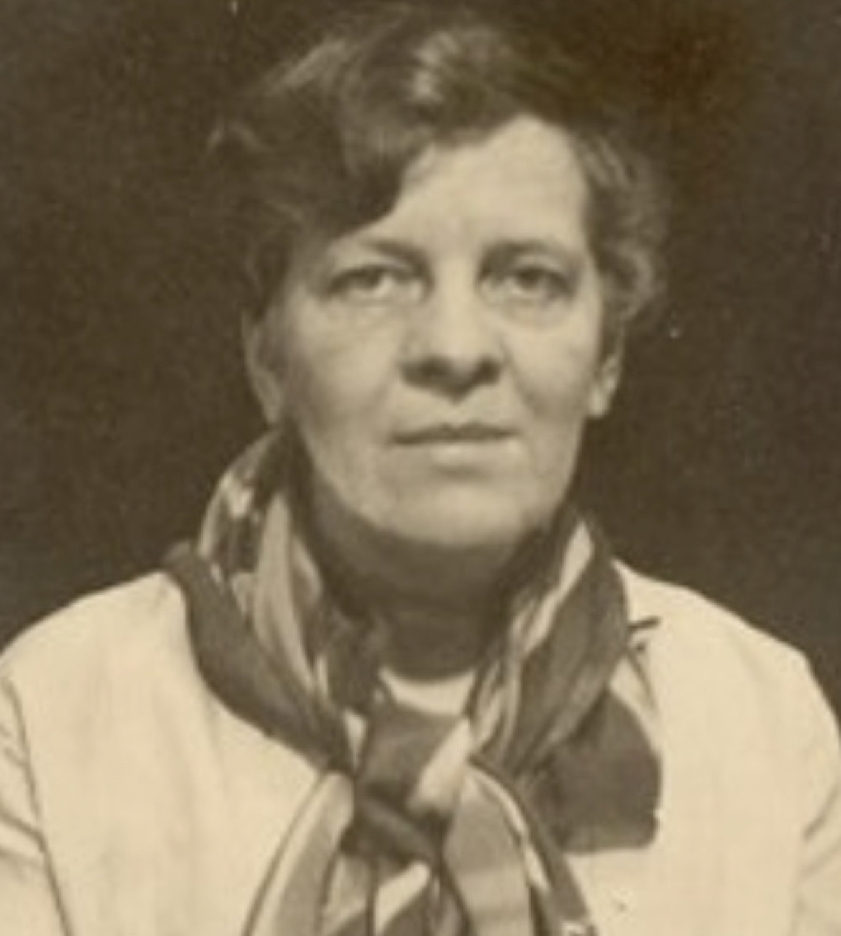
Mollie Faustman

Mollie Faustman, Pseudonym la Vagabonde (* 15. März 1883 in Stockholm; † 4. Januar 1966 ebenda) war eine schwedische Malerin, Illustratorin, Journalistin und Autorin.

## Leben
Mollie Faustman stammte aus dem Stadtbezirk  Kungsholmen und war die zweite der drei Töchter des Ingenieurs Edvard Faustman und der Professorin Alma Karsten. In den späten 1880er Jahren lebte die Familie in London. Als die Eltern sich trennten und die Mutter mit ihren Töchtern nach Stockholm zurückkehrte, hatten die Töchter in ihrem bürgerlichen Milieu mit den doppelten Schwierigkeiten geringer finanzieller Mittel und eines zerrütteten Elternhauses zu kämpfen.
Faustman machte 1901 ihren Schulabschluss. In ihren 1958 veröffentlichten Memoiren mit dem Titel Då schildert Faustman, dass beide Elternteile ihre künstlerischen Ambitionen dann nicht unterstützten. Aber von 1905 bis 1908 studierte sie bei dem schwedischen Künstler Carl Wilhelmson an der Kunsthochschule Valand in Göteborg. Im Jahr 1910 zog sie nach Paris, um eine Ausbildung bei Henri Matisse zu absolvieren.
Bereits 1909 präsentierte Faustman  in der Kunsthandlung Hallin ihre ersten Werke an der Seite der Künstler Gösta Törneqvist, Frans Timén und Carl Luthander. Mollie Faustman gehörte zu den frühen Modernisten. Sie galt als authentische, aber etwas raue Malerin. Sie konzentrierte sich vor allem auf farbenfrohe Landschaften mit Merkmalen des Expressionismus und der Romantik. Wie andere Modernisten hatte sie eine Affinität zu Kindern. Sie betonte die Echtheit der Kinder, die bei ihr ernste, mürrische oder nachdenkliche Mienen jenseits des fröhlichen Lächelns haben. Zusammen mit Vera Nilsson gilt Faustman als eine der bedeutendsten Kindermalerinnen ihrer Zeit. Sie malte auch Porträts, darunter Uno Henning, Ture Nerman und Hanna Borrie.
Faustman war von 1910 bis 1915 mit dem Künstler Gösta Törneqvist verheiratet, bevor sie von 1917 bis 1926 ein zweites Mal mit Gösta Chatham verheiratet war. Mit letzterem hatte sie zwei Kinder, Tuttan Faustman-Hedberg (1917–1999) und Hampe Faustman (1919–1961).
Faustman war von 1924 bis 1932 Mitglied der Künstlervereinigung Optimisterna und stellte mit dieser Gruppe in der Liljevalchs konsthall aus. Sie schloss sich der Künstlergruppe Independentna an. In den 1930er und 1940er Jahren hatte sie mehrere Einzelausstellungen im Stockholmer Künstlerhaus und nahm an Gruppenausstellungen teil, die von der zeitgenössischen christlichen Kunst geprägt waren. Im Jahr 1949 schuf sie das monumentale Gemälde Människans glädjeämnen („Die Freuden der Menschen“) im Småskoleseminarium (Seminar für die Volksschullehrerausbildung) in Härnösand.
Faustman ist im Nationalmuseum, im Moderna Museet, im Göteborgs konstmuseum, im Länsmuseet Gävleborg, im Östergötlands museum, im Norrköpings konstmuseum und im Hälsinglands museum vertreten.
Faustman begann schon in jungen Jahren zu schreiben. Ihre ersten Texte wurden bereits in den frühen 1900er Jahren veröffentlicht, allerdings meist unter dem Pseudonym la Vagabonde. Der erste Titel unter ihrem eigenen Namen war ein Bilderbuch mit dem Titel Malins midsommar, das 1910 erschien. Das Buch erzählt eine eher traditionelle Geschichte, aber die Bilder sind modern. In den 1930er Jahren veröffentlichte sie zwei Bücher für junge Erwachsene, Renées dagbok, 1937, und Renées första plats, 1938. Der Inhalt der Renée-Bücher unterscheidet sich deutlich von den meisten Jugendbüchern dieser Zeit und hat autobiografische Züge: Renée ist ein Scheidungskind und der Vater abwesend. Sie sprechen auch gesellschaftliche Themen, wie die Juden im damaligen Nazi-Deutschland, an.
Unter Pseudonym schrieb Faustman regelmäßig in den Zeitungen Idun und Dagens Nyheter. Die Artikel, die ihr eine große Leserschaft bescherten, wurden auch in insgesamt 14 Sammlungen in Buchform veröffentlicht. 1926 spielte sie eine wichtige Rolle in der Kampagne, die zur Schließung des Boulevardmagazins Fäderneslandet führte.
Mollie Faustman war auch eine der ersten weiblichen Karikaturisten in Schweden. Ihre beliebten Serien in Dagens Nyheter über das Leben der beiden Kinder Tuttan und Putte fingen geschickt Momentaufnahmen aus dem Alltag ein. Es waren zeitgenössische Darstellungen der Konflikte eines Kindes mit der Welt der Erwachsenen und allem, was dazwischen liegt. Die Cartoons wurden schließlich in Buchform in zwei Bänden veröffentlicht, zuerst 1926 und dann 1934.
Das gesammelte Werk von Mollie Faustman weist eine deutliche thematische Einheit auf. Sowohl ihre Schriften als auch ihre Zeichnungen stellen Frauen und Kinder dar. Sie setzte sich stets für die Außenseiter der Gesellschaft ein und war sich dessen bewusst, was sie als Unterdrückung, Hochmut und Selbstherrlichkeit empfand.
Sie war am Aufbau innovativer pädagogischer Schulen wie der Olofskolan und der Viggbyholmsskolan in der Region Stockholm beteiligt.
Faustman starb 1966 in Stockholm und ist auf dem Skogskyrkogården in Stockholm begraben.